# Melangyna mentalis
Melangyna mentalis là một loài ruồi trong họ Ruồi giả ong (Syrphidae). Loài này được Williston mô tả khoa học đầu tiên năm 1887. Melangyna mentalis phân bố ở miền Tân bắc